# Cascade (fontainerie)
Pour les articles homonymes, voir Cascade.
En termes de fontainerie, une cascade est une construction faite par redans ou gradins sur lesquels on conduit, par le moyen de plusieurs tuyaux, une chute d'eau qui en tombant se divise.
Les cascades visent à reproduire dans les villes et les jardins, les chutes d'eau naturelles. C'est un des thèmes de la Renaissance.

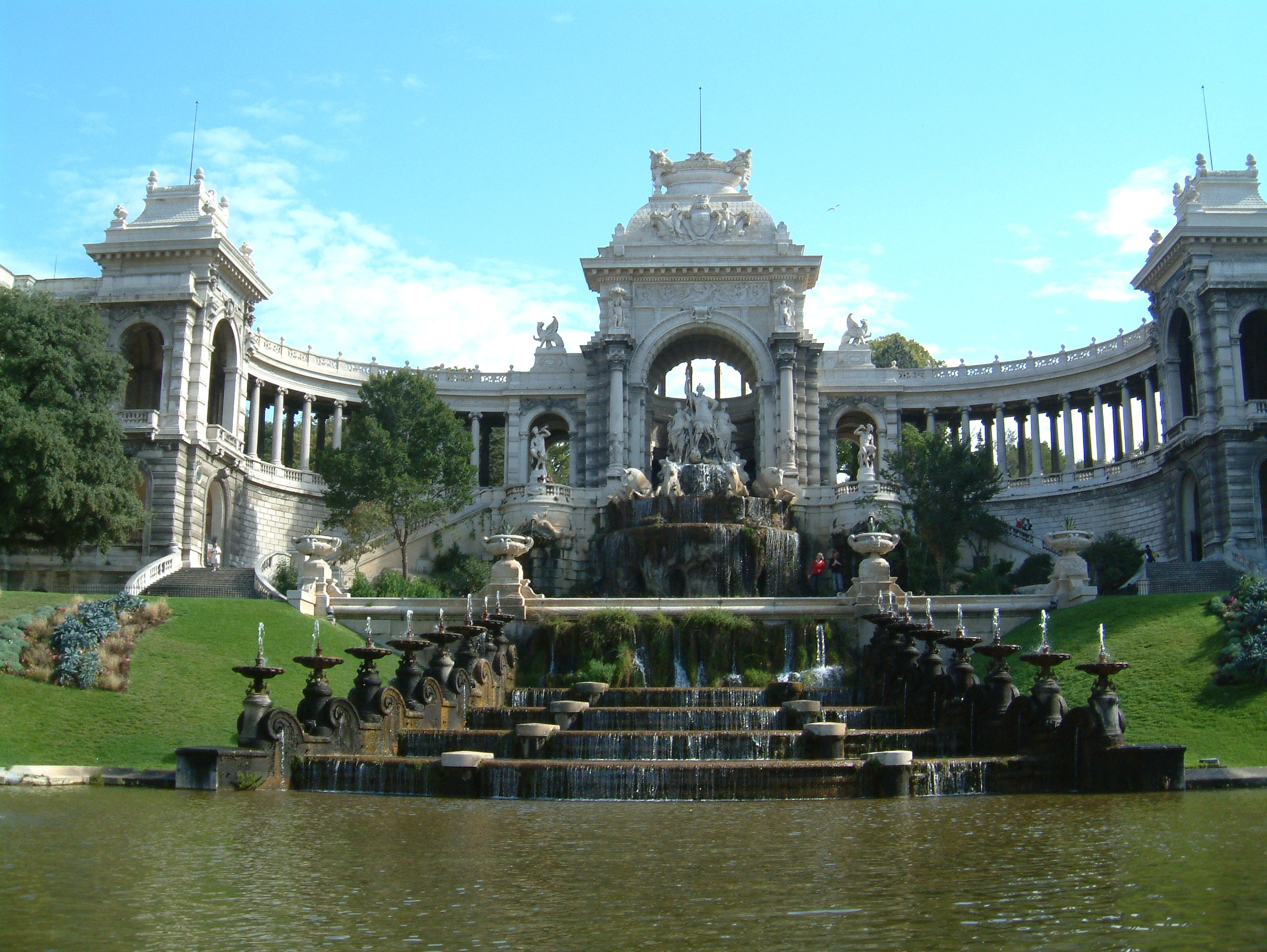
Palais Longchamp, cascade
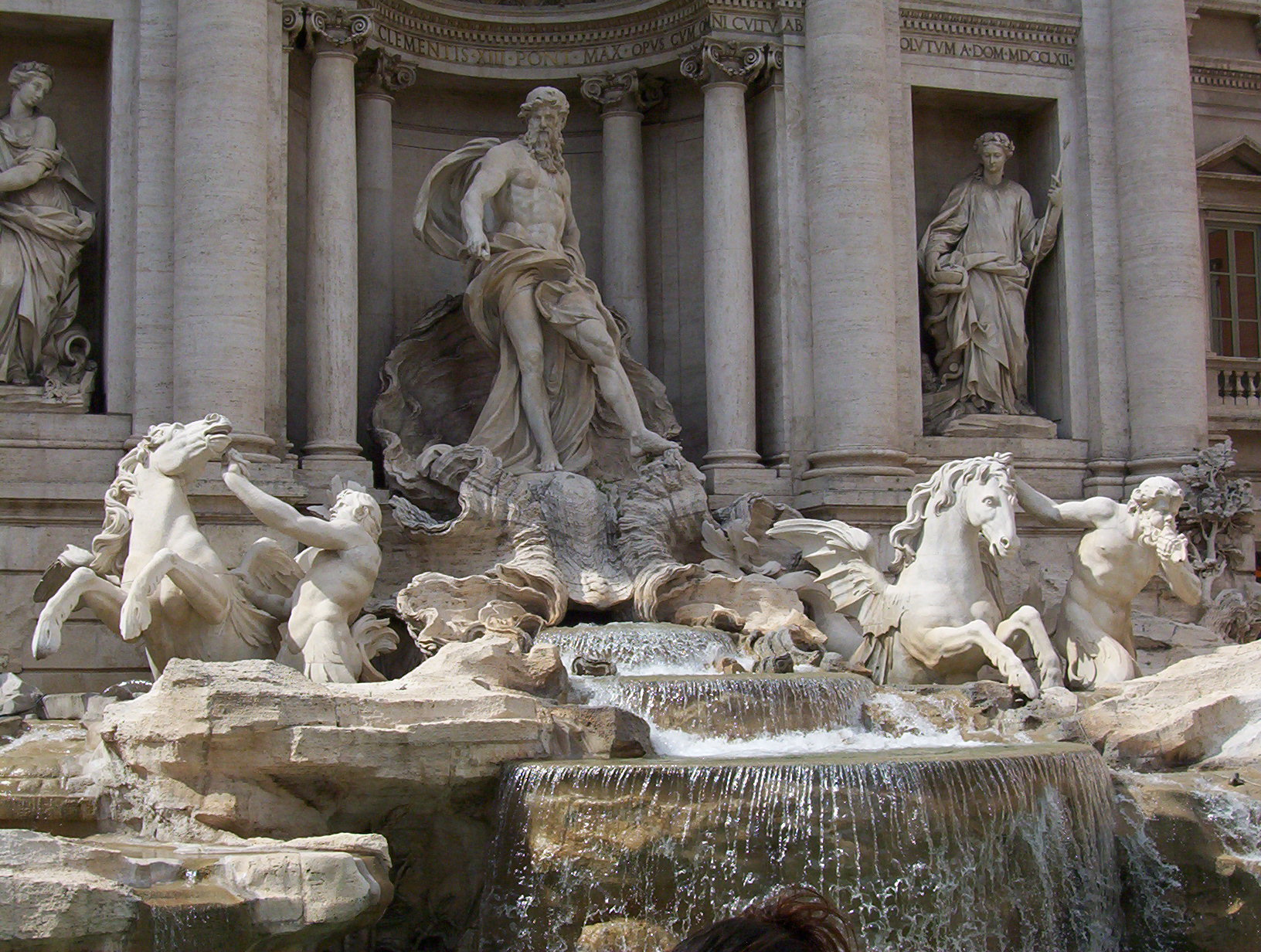
Fontaine de Trevi, Rome 1730
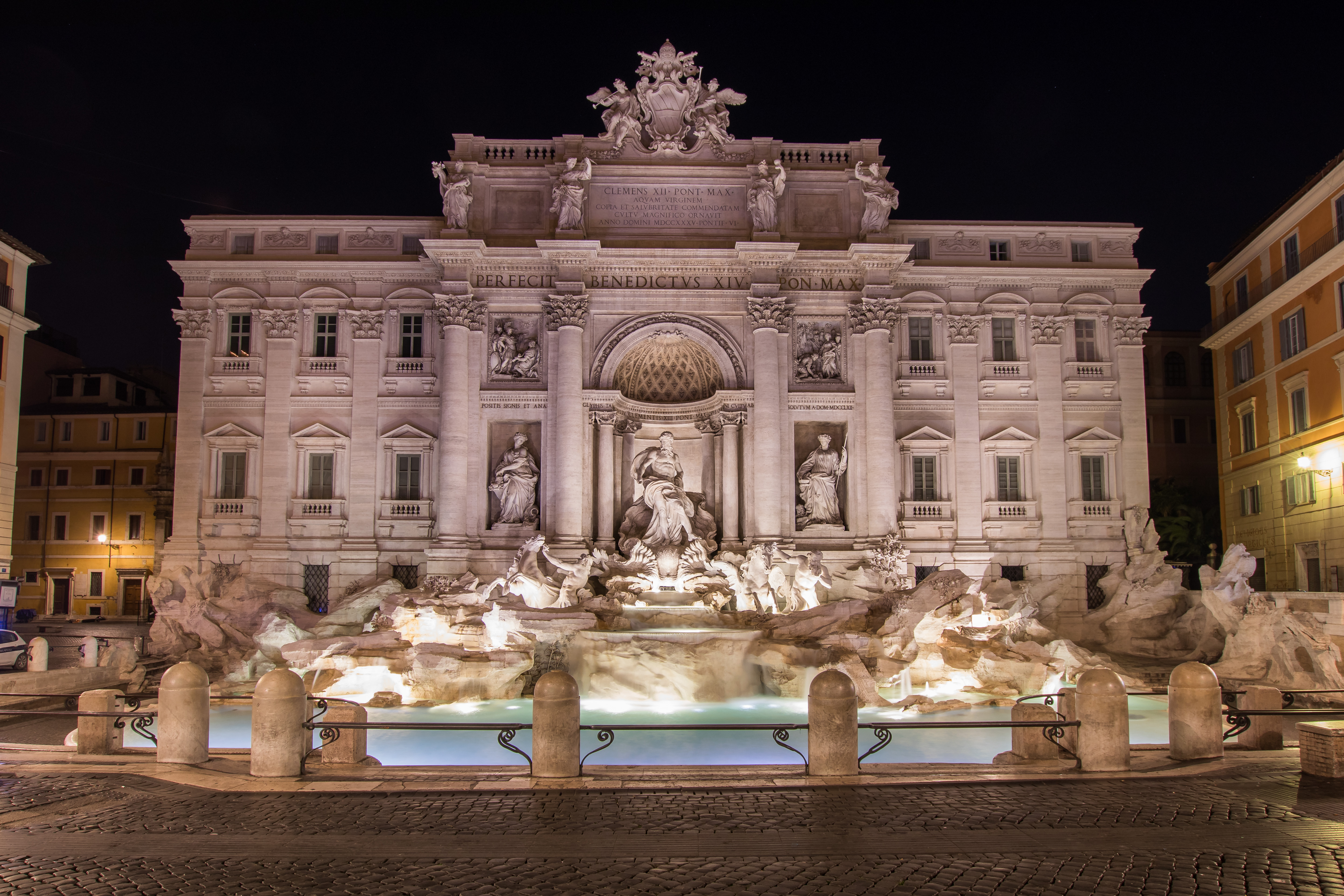
Fontaine de Trevi, Rome 1730
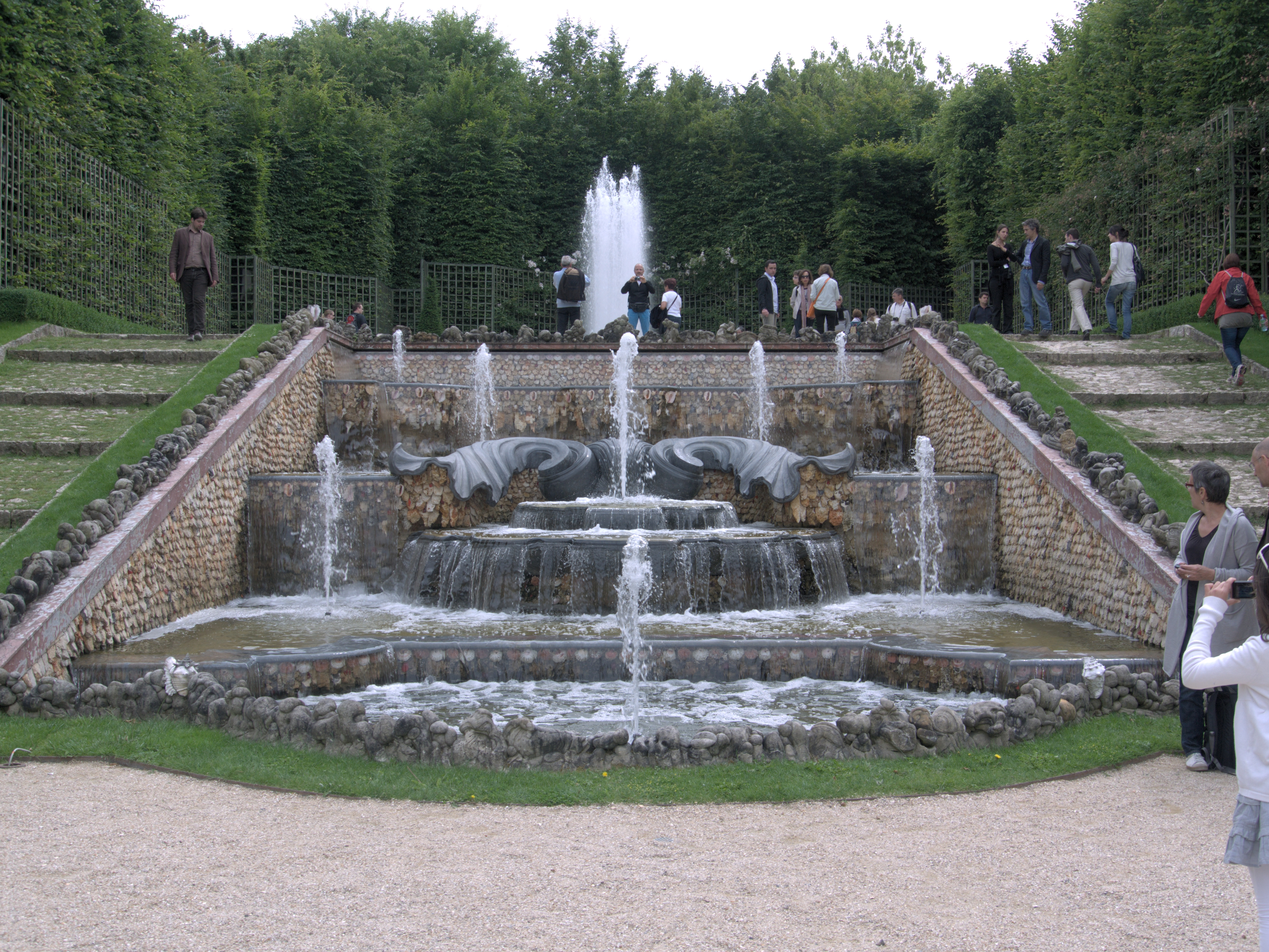
Bosquet des Trois-Fontaines - Jardin de Versailles - Cascade

## Cascades remarquables
- Fontaine de Trevi à Rome.
- Bosquet des Trois-Fontaines - Jardin de Versailles.